# Literatura portugheză
Literatura portugheză se referă la scrierile artistice de factură cultă (cu autor cunoscut) în limba portugheză și cuprinde numai scriitorii născuți în Portugalia. Toți ceilalți scriitori din alte țări unde se vorbește portugheza (Angola, Brazilia, Mozambic) aparțin literaturilor respectivelor țări.
În Portugalia, literatura își începe epoca de aur prin realizarea de texte (cronici) care glorifică faptele regilor, a nobililor și a țării, toți luând parte, din 1415, anul ocupării Ceutei, la faptele eroice ale cuceririi și ale descoperirilor maritime. Teatrul se află în momentul său de apogeu în această perioada prin Gil Vicente. Coincizând cu momentul de apogeu al istoriei sale, literatura portugheză atinge, în 1550, faza sa clasică. Camões publică Lusiada în 1572. De asemenea, mișcarea umanistă îmbogățește literatura portugheză. Romantismul se va manifesta prin scriitori precum: Almeida Garrett și Camilo Castelo Branco. Mai târziu, în secolul al XIX-lea, un grup de intelectuali (Generația de la 1870) vor introduce realismul în Portugalia. În această perioadă, se remarcă și Eça de Queirós, considerat a fi unul dintre cei mai importanți prozatori portughezi. În epoca modernă, cunoscut este poetul Fernando Pessoa; și José Saramago, care în 1998 obține Premiul Nobel pentru Literatură.

## Limba
|  |

Primele documente în proză, texte neliterare, datează de la sfârșitul secolului XII-lea și sunt mai ales de natură notarială - înștiințări de datorii, recursuri, donații și testamente. Cele mai vechi texte poetice în limba portugheză, cu care va începe literatura portugheză scrisă - încă se discută astăzi probleme de prioritate, autori și poeme - se ridică la începuturile secolului al XII-lea (António J. Saraiva) sau la sfârșitul aceluiași secol (Rodrigues Lapa și G. Tavani), sau chiar, conform altora, la începutul secolului al XIII-lea. Sub impulsul regilor Portugaliei, și în mod special al lui D. Dinis, el însuși cel mai renumit dintre trubadurii portughezi, portugheza devine limba obligatorie a Statului.
Cultura și evoluția Renașterii a dus la o separare între oamenii învățați și popor, respectiv, între limba scrisă și vorbită, care cu puține excepții, a durat până la începutul secolului al XIX-lea. Atunci romanticii (Almeida Garrett și Camilo Castelo Branco) s-au întors la tradiție și s-au inspirat în poeziile lor din limba de zi cu zi a poporului.

## Începuturile
Pentru a înțelege evoluția literaturii portugheze de la începuturile ei până pe la mijlocul secolului al XVIII-lea, este necesar ca aceasta să fie integrată în istoria culturii Peninsulei Iberice. Deși limba castiliană era înțeleasă în Portugalia, totuși limba portugheză este, încă din epoca primilor regi ai Portugaliei, nu numai o limbă scrisă, dar și o limbă oficială, folosită de cancelaria regală alături de latină.
În timp ce militarii ocupau teritorii, călugării duceau cu ei cultura ocupanților. În secolul al XII-lea apar numeroase ordine călugărești, apariție care coincide cu o importantă mișcare de reformă. Congregația benedictină de la Cluny și Ordinul Cistercienilor tind să ajungă importante organizații internaționale. Cuceritor al sudului Peninsulei, Don Afonso Henriques a fost și protectorul Ordinului Cistercienilor, fondând în 1152, Mânăstirea Alcobaça, care se transformă rapid în principalul focar de cultură clericală portugheză. Mânăstirile benedictine, ca cea din Lorvão, întemeiate înainte de Reformă, sau care n-au fost cuprinse de ea, erau în declin.
Cultura clericală și poezia curteană au fost primele manifestări culturale ale unei clase conducătoare în Portugalia.

## Evul Mediu
Cultura clericală

De la stânga la dreapta: primul rând de sus-> Afonso Henriques, Gil Vicente, Garrett; rândul din mijloc-> Antero de Quental, Luís de Camões, Eça de Queiroz; rândul de jos-> Fernando Pessoa, Camilo Castelo Branco, Ferreira de Castro

Pentru a înțelege rolul acesteia, trebuie mai întâi să amintim că în Europa medievală au coexistat două culturi distincte, una de largă circulație, clericală, cu caracter erudit, în latina clasică, și o cultură în limba latină „vulgară”, accesibilă neștiutorilor de carte, cu caracter regional, într-un anumit sens populară. Prima este alcătuită din lucrări cu caracter teologic, mistic și didactic: comentarii ale Sfinților Părinți ai Bisericii, tratate de teologie, gramatică, retorică și dialectică, colecții de drept canonic, vieți de sfinți, predici, cărți liturgice, imnuri și poezie religioasă.
Mânăstirile Alcobaça și Santa Cruz din Coimbra sunt principalele centre de cultură latină medievală din Portugalia. Dar nesiguranța vieții în evul mediul și reproducerea cărților prin copii manuscrise făceau posibilă o activitate culturală continuă și asiduă, doar în calmul mânăstirilor. Cultura literară era, prin forța lucrurilor, un monopol sacerdotal.
Destinată instruirii clerului, această literatură nu era difuzată în rândul maselor decât indirect, prin intermediul predicilor și al cântecelor liturgice. Contribuția sa la literatura portugheză constă mai ales în unele traduceri de vieți de sfinți și de miracole (secolele XIV — XV), cum este „Vida de Maria Egipcíaca” (numită și Taís), „Vida dos Santos Barlaão e Josafate” (versiunea creștină a legendei lui Budha) și „Visão de Túndalo” (Viziunea lui Túndalo), descrierea unei călătorii în Infern și în Paradis.
Cultura trubadurească
O mult mai mare importanță, în crearea unei literaturi naționale, are însăși cultura laică, în limba „vulgară”, care se adresează unui public incult sau cel mult puțin știutor de carte, destinată divertismentului și recreației, serbărilor câmpenești și celor de la palat. În această categorie se înscriu literatura romanească și poezia. Spre deosebire de cea clericală, această cultură este de circulație restrânsă, are un caracter oral și de aceea este ritmată sau versificată. Era răspândită de menestreli, acei artiști ambulanți care aveau pregătit un repertoriu de poeme și se duceau acolo știau că vor fi răsplătiți și vor primi cadouri - la petreceri, căsătorii, turniruri - acompaniindu-se la un instrument muzical și dând diferite reprezentații.
În Portugalia, activitatea menestrelilor a dat naștere unui gen de poezie lirică, păstrată în așa-numitele cancioneiros primitivos (culegeri de poezii medievale), și de poezie epică, din care se mai păstrează fragmente în Crónicas Breves de Santa Cruz de Coimbra (Cronica scurtă a mânăstirii Santa Cruz din Coimbra).
Poezia galiciană
Cea mai veche dintre poeziile aflate în aceste culegeri, atribuită călugărului Soares de Taveiró, datează probabil din 1189. Bogata tradiție orală, răspândită de către menestrelii galicieni, precede culegerile de poezii realizate la sfârșitul domniei lui Don Afonso al III-lea (epoca manuscrisului Cancioneiro da Ajuda). Atât prin ritmul lor caracteristic cât și prin atmosfera epocii pe care o evoca, unele cântece aparțin cu siguranța unui trecut foarte îndepărtat, anterior momentului formării națiunii portugheze: este cazul cântecelor cu o anumită structură ritmică, care în districtul Bragança se mai numesc și astăzi retornadas ori paralelisticas pentru că sunt formate din două serii de strofe paralele. Fiecare serie este formată din două strofe, care se deosebesc între ele prin cuvintele de la sfârșitul versurilor ce schimbă rima păstrând sensul; fiecare strofă e compusă din două versuri, dintre care al doilea se repetă în seria următoare, în așa fel încât aceasta este formată dintr-un vers nou și altul aparținând seriei precedente. Fiecare din strofe este urmată de un refren care trebuie să fi fost cântat în cor. Rima este vocalică:
| Galiciană | Română |
| --- | --- |
| Mia madre velida vou-m'a la bailia do amor. Mia madre loada, vou-m'a bailada do amor. Vou-me a la bailia que fazem em vila do amor. Vou-m'a la bailada que fazem em casa do amor. | Bătrâna mea mamă mă duc la hora dragostei. Lăudata mea mamă, mă duc la jocul dragostei. Mă duc la hora ce se face în satul dragostei. Mă duc la jocul ce se face în casa dragostei. |

Cântecele de dragoste și influența provensală
Începând din secolul al XII-lea, trubadurii și menestrelii din Provența (sudul Franței) pratică la curțile Italiei, Franței, Aragonului și a altor țări, o poezie lirică ce, prin finețea ei psihologică, prin fluența, gingășia și frumusețea ritmurilor și a imaginilor, era o poezie singulară în contextul cultural al acelor vremuri. Provensalii au fost precursorii poeziei medievale culte și, mai ales, ai poeziei lui Dante și Petrarca.
Menestrelii galicieni și-au impus cu ușurință propria lor tradiție la curte, ajutați fiind și de limba în care cântau, mult mai accesibilă în Castilia, Leon și Portugalia decât la langue d'oc folosită de menestrelii provensali. Influența trubadurilor și menestrelilor din Provența a ridicat la rang de poezie de curte o poezie de origine populară, grefând-o pe tradiția galiciană. Din această fuziune au rezultat caracteristicile „cântecelor de dragoste”, în care seniorul respectă convențiile iubirii curtene - divinizarea femeii, statornicia timidă și supusă a iubitului, exagerarea suferinței din dragoste etc.) - într-un limbaj artificial înfrumusețat de termeni provensali.
Poezia satirică
Menestrelii compuneau și versuri satirice, fie sub forma unei ironii sarcastice („cântece de zeflemea”), fie sub forma unei apostrofe directe („cântece de blestem”). și acest gen își are tradiția sa populară la care s-a adăugat influența provensală a acelei forme poetice cu caracter moral sau satiric numită sirventes. Cele mai multe dintre ele reflectă viața menestrelilor, acei declasați care își puneau în versuri desfrâul și certurile cu tovarășele lor vivandierele. Beția, excesele erotice, rivalitățile profesionale, etc. constituie tema multor cântece, iar de cele mai multe ori au un limbaj violent și licențios.
Poezia epică

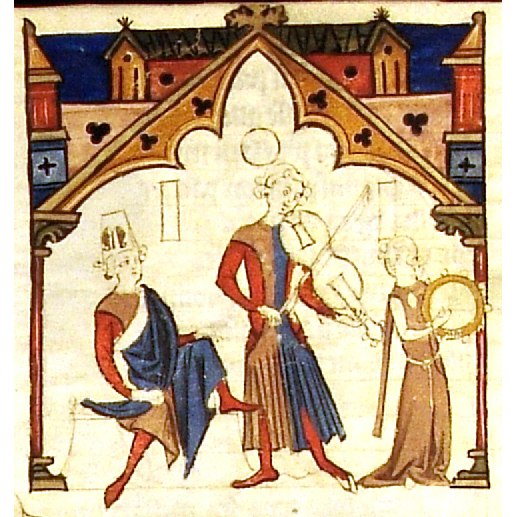
Trubadurii - Cancioneiro da Ajuda

În Peninsula Iberică a fost cultivat, alături de genul liric, și genul epic. Cea mai importantă operă a acestui gen este Cantar de Mio Cid (Cântecului Cidului), biografia versificată și semilegendară a unui erou național din timpul luptei împotriva arabilor.
Existența unor autori de epopee, în Portugalia, a fost recent atestată. În cea de-a 3-a și a 4-a Crónicas Breves de Santa Cruz de Coimbra s-au descoperit fragmente dintr-o gestă a lui Afonso Henriques. Ciclul epic despre Afonso Henriques ne prezintă un erou crud, pradă instinctelor, adevărata întruchipare a nobilimii războinice din secolul al XII-lea în lupta cu leonezii, cu clerul și cu arabii.
Curtea portugheză, focar literar
Începând cu regele Afonso al III-lea, care și-a fixat capitala la Lisabona a adus cu sine pedagogi francezi cărora le-a încredințat educația prințului moștenitor Don Dinis. Don Dinis, în afara faptului că a scris și el versuri, i-a protejat pe trubadurii și menestrelii de la curte și a ordonat realizarea unui anumit număr de lucrări, cum ar fi traducerea volumului Geografia scris de arabul Razis. El este cel care a fondat Universitatea din Lisabona, în 1290, transferată mai târziu la Coimbra.
Romanul cavaleresc
În secolul al XIV-lea, apariția romanului original portughez, cum a fost Amadis de Gaula, pe care tradiția literară a secolului al XIV-lea, îl atribuie unui Vasco de Lobeira, era perfect justificată de existența unor producții epice de sine stătătoare. Dar probele aduse până azi nu sunt suficiente pentru a stabili dacă textul inițial era portughez sau castilian. Amadis de Gaula ne oferă imaginea cavalerului perfect. Ucigătorul de monștri și de ticăloși, îndrăgostitul statornic și timid care iubește, după tipicul cântecelor de dragoste, o tânără fată, Oriana.
Secolul XV
În această perioadă regăsim și câțiva cronicari, printre care, Fernão Lopes. În operele sale este ilustrată istoria Portugaliei. De origine modestă, de profesie notar, funcționar superior la Torre de Tombo începând din 1418, Fernão Lopes este însărcinat de Don Duarte să „pună în cronică” istoria strămoșilor săi regi. Fernão Lopes trebuie să fi redactat partea cea mai importantă a operei sale, „Crónica de D. João I”. În timpul Renașterii se afirmă scriitori precum: Álvaro de Brito Pestana, Sá de Miranda, Gil Vicente. Oameni de știință, navigatori: Don Duarte Pacheco Pereira, Pedro Nunes (astronom), Don João de Castro (navigator).

## Moștenirea medievală în secolul al XVI-lea

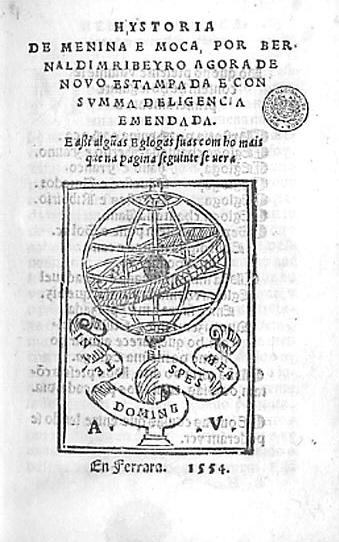
Hystoria de menina e moça

În Portugalia, în poezie, roman și teatru, au supraviețuit, până aproape de 1540, anumite genuri, forme și teme, tipice pentru cultura medievală, cu toate că în unele cazuri erau puternic influențate de umanism.
Un scriitor din această perioadă este Bernardim Ribeiro. Autor al unor poezii bucolice și al unui roman, care au fost tipărite postum, în 1554, Bernardim a cultivat genul virgilian și italian al eglogei, gen cunoscut în Portugalia datorită lui Sá de Miranda. În general, ca limbaj, teme, prezentare a personajelor și evocare, adesea realistă, a vieții rustice, de o ingenuitate aparentă, poezia lui Bernardim îmbracă o formă populară spre deosebire de forma versificată elaborată și de limbajul prețios pe care-l foloseau poeții în saloane pentru a le curta pe doamne.
Pentru Bernardim, dragostea este întotdeauna o neîmplinire, iar dorințele tot atâte etape ale unei călătorii fără de sfârșit: aspirația sa este însăși viața, iar țelul spre care omul tinde umblând „din speranță în speranță” este un ideal de neatins. Cuvântul saudade („dor” în română), pe care Bernardim știe să-l folosească într-o manieră foarte personală, definește admirabil această neîmplinire, această căutare.
Livro das Saudades (Cartea dorului) este numele sub care a fost cunoscut o vreme romanul, neterminat, numit și O Livro da Menina e Moça.

## Gil Vicente
Gil Vicente (1465 — 1536) este considerat primul mare dramaturg portughez. Activitatea sa literară este cuprinsă între anii 1502 și 1536. Teatrul vicentin este inspirat, desigur, de viața de la curte. Prima sa piesă, Monólogo do Vaqueiro (Monologul văcarului), este făcută pentru a celebra nașterea prințului moștenitor.

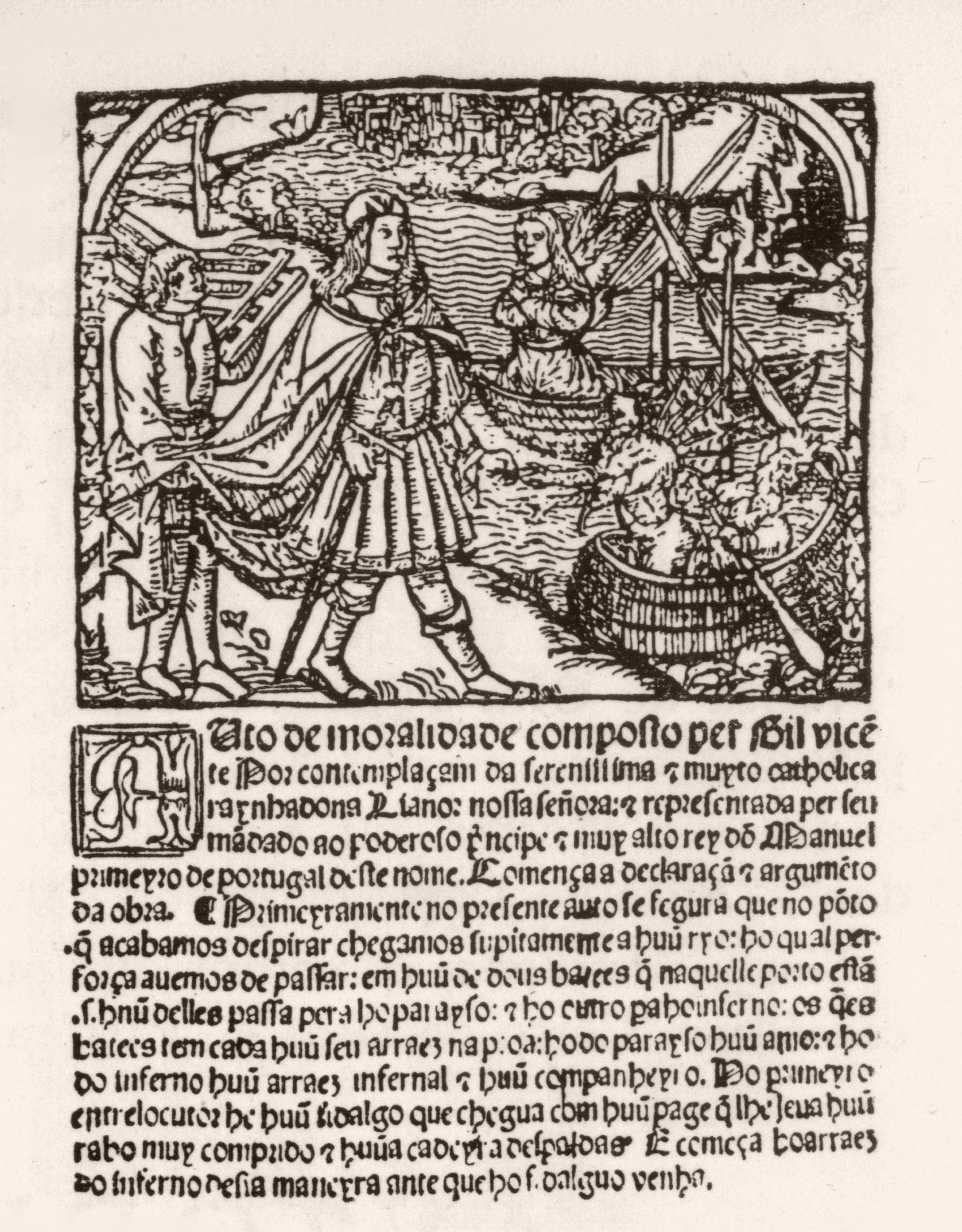
Ilustrație a ediției orginale a Auto da Barca do Inferno

În toată Europa se dădeau reprezentații de Crăciun și de Paști, cu caracter sacru, în care figurau, alături de Sfânta Fecioară și de Sfântul Iosif, îngeri, diavoli, profeți, păstori și diferite figuri alegorice. Mai există un gen de teatru comic foarte practicat, având un bogat repertoriu alcătuit din farse pe teme luate din viața de toate zilele. Este vorba de sotties, a căror protagoniști erau cei săraci cu duhul. Dar în Portugalia au existat, mult înainte de Gil Vicente, unele forme de reprezentații populare, mai ales de tipul farselor. Chiar dacă ele n-au constituit punctul său de plecare imediat, este neîndoios faptul că teatrul lui Gil Vicente și-a însușit aceste elemente tradiționale cărora le datorează foarte mult.
Structura teatrului vicentin

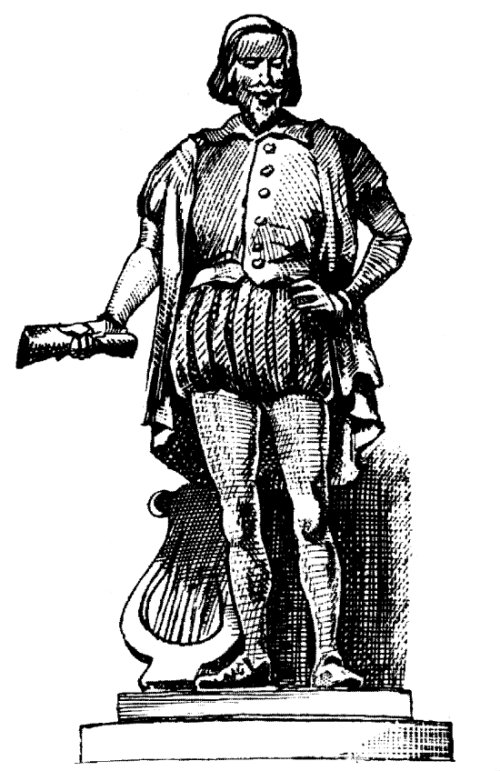
Gil Vicente

Nu trebuie să căutăm la Gil Vicente, care n-a cunoscut teatrul grec și latin, ceea ce ne oferă teatrul clasic, teatrul shakespearean sau teatrul modern: desfășurarea unor conflicte psihologice în jurul unei acțiuni centrale care pune caracterele la încercare. Gil Vicente nu este preocupat de unitate de acțiune (și cu atât mai puțin de cea de loc sau de timp) și nici de studiul psihologiei personajului. Auto-urile (lucrare dramatică) sale sunt alcătuite, în genere, din tablouri alegorice care servesc drept pretext pentru a trece în revistă tipuri sociale foarte variate caracterizate în mod magistral, dar nu în raport unele cu altele. Fiecare personaj reprezintă un mediu social anume.
Satira vicentină
Critica vicentină coincide în parte cu nemulțumirea seniorilor rurali care se plâng de faptul că pământurile sunt abandonate. Nimeni nu mai vrea să trăiască din muncă cinstită, toți aleargă la curte pentru a fi înnobilați și a lenevi în pace. Toți vor să fie „ai suveranului”.
Dar Gil Vicente atrage atenția și asupra condițiilor mizerabile în care trăiește țăranul, victimă a seniorului feudal. În Auto da Barca do Inferno (Auto-ul bărcii infernului), plugarul, care, ca și seniorul, se consideră fiul lui Adam, se plânge: „Noi suntem viața oamenilor și moartea vieților noastre”. În Romagem de Aravados, João Murtinheira îndrăznește să-l acuze pe Dumnezeu că-i persecută pe săraci. Nobilimea este aspru biciută pentru înfumurarea ei și mai ales pentru pretenția de a trăi trândăvind pe spinarea altuia în Farsa dos Almocreves (Farsa birjarilor).
Gil Vicente, poet
Multe din auto-urile lui Gil Vicente pot fi luate drept poeme dramatizate, mai ales auto-urile religioase. În anumite auto-uri profane, ca Triunfo do Inverno, Gil Vicente practică un gen de poezie de o calitate excepțională pentru acea vreme, o poezie în care cântă nu numai subiectul contemplativ, ci întreaga forță vitală a naturii, omul apărând ca o particulă integrantă a acesteia. Pentru a-și îmbogăți poemele dramatice, Gil Vicente a cules o serie de cântece, de legende, de obiceiuri, de practici magice și de forme verbale ce aparțin limbajului popular, care transformă piesele sale în prețioase documente folclorice.

## Umaniști și italieniști
Don Afonso al V-lea și nobilii din suita sa manifestau un anumit interes pentru umaniștii italieni. Aceștia vin în Portugalia ca mentori. Don João al II-lea întreține legaturi epistolare cu marele poet neolatin Angelo Poliziano. Mulți portughezi vor învăța dreptul și limbile clasice în Italia, la Florența, Bologna, Padova, iar mai târziu la Universitatea de la Louvain. Don João al III-lea (1521 — 1557) l-a angajat pe umanistul flamand Nicolau Clenardo ca profesor al celor trei frați mai mici ai săi. Momentul culminant al influenței umanismului în Portugalia este marcat de înființarea Colegiului Artelor, la Coimbra, în 1548, încredințată de Don João al III-lea unei echipe de pedagogi umaniști de renume internațional, condusă de André de Gouveia, fondatorul Colegiului Guyenne din Bordeaux.
Atmosfera erasmistă, care a contribuit în mod sigur la încurajarea campaniei religioase dusa de Gil Vicente, a inspirat lucrarea cea mai de seamă a lui João de Barros, „Phonica Pnefma”.

### Phopica Pnefma
João de Barros (1496 — 1570), funcționar în administrația colonială, iar mai târziu administrator al Casei de India, a debutat cu un roman cavaleresc. Rhopica Pnefma (editia I, 1534) fiind cea de-a doua operă importantă a sa. Timp de mai multe secole, Barros a fost cunoscut doar ca autor al lucrării Décadas, Rhopica a dispărut din circulație după ce a fost interzisă, în 1581, de cenzura inchizitorială.
Titlul, grecesc, înseamnă în portugheză „marfă spirituală”. Este vorba de un dialog între Inteligență, Voință și Timp, care vor să treacă râul Morții, și Rațiune, care le impiedică trecerea pentru că nu au dat drept obol decât păcate. Aceștia insistă încercând să demonstreze nemurirea Sufletului. Discuțiile prilejuiesc o critică virulentă a clerului, a nobilimii și a evreilor, indubitabil inspirată de ideile lui Erasm, amintind-o, prin violența și adresa sa, pe cea făcută de Gil Vicente.

### Sá de Miranda și italieniștii
Acum se remarcă și Sá de Miranda.

Sá de Miranda

Licențiat în Drept, Sá de Miranda întreprinde, în 1526, o lungă călătorie în Italia unde are ocazia să se familiarizeze cu noul stil poetic italian. S-a întors transformat în apărătorul acestuia și a fost primul care l-a practicat cu mult succes în Portugalia. Datorită unei cauze încă necunoscute, care nu-i permitea să exercite anumite funcții, el s-a retras de la curte la una din moșiile sale din Minho și de aici a corespondat cu un grup de discipoli și personalități marcante. El nu este important prin opera sa de influență italiană, ci prin Cartas și egloga (mic poem pastoral) Basto, scrise în forma tradițională redondilha, în care se reflectă personalitatea sa puternică și originală, închisă într-un individualism aproape feroce.
Cu toate că Sá de Miranda, care a dat primele poeme pastorale, elegii și sonete în limba portugheză, a rămas credincios formei naționale redondilha și spiritului peninsular tradițional, el a creat totuși o școală de poeți italieniști dintre care primul și cel mai de seamă este Don António de Ferreira, magistrat (1528-1569).

### Teatrul clasic
Sá de Miranda a făcut și încercări de introducere a teatrului clasic in literatura portugheză cu comediile sale în proză Os Estrangeiros (Străinii, 1527) și Os Vilhalpandos (Disprețuitorii, 1538), imitându-l pe Plaut și Terențiu.

## Luís de Camões

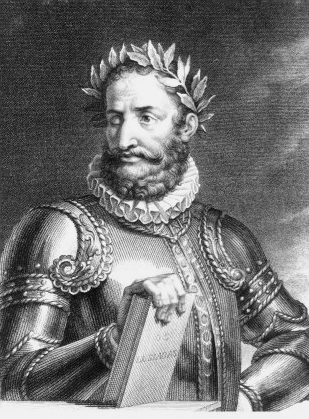
Luís de Camões

Luís Vaz de Camões (circa 1524 — 10 iunie 1580) este considerat cel mai mare scriitor portughez. Cea mai importantă lucrare a sa este „Lusiada”. În prezent, ziua națională a Portugaliei este data la care s-a stins din viață marele scriitor, 10 iunie.
Luís de Camões ne oferă o sinteză a Renașterii portugheze. El a stăpânit și a practicat toate genurile și stilurile ca niciun alt poet portughez. A scris versuri în maniera tradițională, în redondilha, și a cultivat toate genurile clasice: egloga (mic poem pastoral asemănător idilei) virgiliană, oda horațiană, cântecul și sonetul petrarchian, elegia și altele. A cultivat, de asemeni, comedia clasică și auto-ul vicentin. În sfârșit, a fost primul poet portughez care s-a încumetat să scrie o epopee clasică, visul neîmplinit al italieniștilor dinaintea lui.
A avut o viață asemănătoare vieții multor oameni ai Renașterii, însumând studii umaniste la Universitatea din Coimbra, primirea sa în mediul poeților de la Curte, un exil, apoi altul într-o garnizoană militară din nordul Africii (unde, într-o expediție navală poetul își pierde un ochi). După care se îmbarcă pentru India, ținuturi unde va rămâne timp de 17 ani, și de unde -  după numeroase peripeții- se va întoarce aducând manuscrisul Lusiadei, capodopera sa (în afara celor vreo 500 de ode, elegii, sonete etc). Opera sa însă nu-i va putea asigura o viață liniștită, încât marele poet va trăi în sărăcie și va muri, bolnav de ciumă, la vârsta de 55 de ani.
Compozițiile lirice ale lui Camões oscilează între următorii doi poli: o lirică intimă, în care autorul dă glas experienței sale personale, și o poezie pură, în care încearcă să transpună sentimentele și temele într-un plan formal epurat de orice emoție. Poezia lirică a lui Camões pleacă de la temele petrarchiste de dragoste, care, fuseseră preluate și de Bernardim Ribeiro.

### Os Lusiadas
Lusiadele este cea mai importantă operă a lui Luís de Camões și totodată una dintre cele mai importante din întreaga literatură portugheză. Sunt rezultatul juxtapunerii idealului cavaleresc și idealului umanist.
| Lusiada |
| --- |

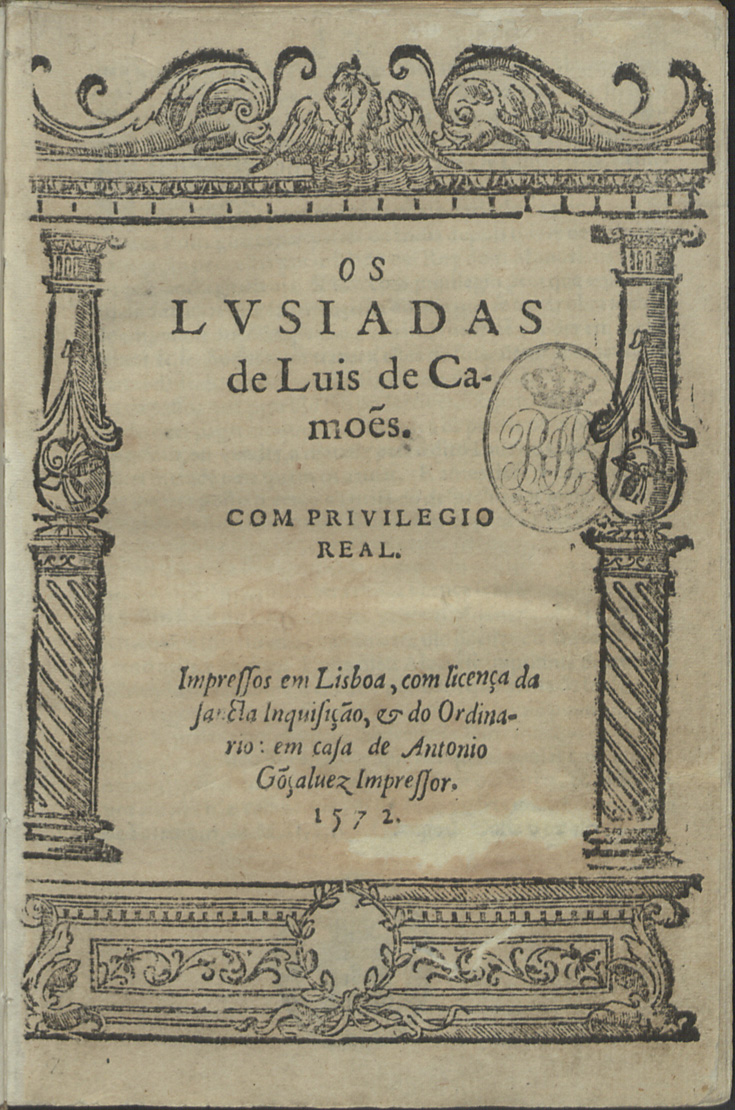
Prima ediție a Lusiadelor

| ...Viața mea cu anii trece, trece. Se schimbă vara vieții mele-n toamnă! Mi-i mândrul geniu tot mai sterp, mai rece. Căci numai vitregia-mi este doamnă! Scârbia spre uitare mă petrece Și spre-apa somnului de veci mă-ndeamnă; O, muză, doar acum m-ajută iară În slavă să-mi înalț iubita țară! |

La prima vedere, Lusiada pare a fi o apologie a expansiunii coloniale portugheze. În fond însă, opera - asemenea epopeilor homerice - este construită pe un motiv central de ordin moral: energia, curajul, tenacitatea, spiritul de sacrificiu al navigatorilor, care prin faptele lor aduc patriei onoare și faimă.
Ca fond, epopeea lui Camões este istorică. Pentru trecut, poetul își ia materia din cronici sau din istorici caontemporani, uneori din tradiții orale privind istoria legendară. Planul grandios al epopeii ne este indicat de subiect: cincisprezece secole de istorie a unui popor, și o acțiune care se desfășoară pe scena a patru continente.
Vasco da Gama este și nu este eroul principal al epopeii. De fapt, adevăratul erou principal al Lusiadei este poporul portughez - mai precis: navigatorul portughez. Fără îndoială că poetul ține să concentreze înțelesul și admirația cititorului asupra lui Vasco da Gama - dar mai mult ca asupra unui simbol, ca asupra unei personificări a calităților, eforturilor și ambițiilor unui întreg popor.
Teatrul lui Camões e reprezentat lăsat trei auto-uri (lucrare dramatică): Enfatriões (Amfitrionii), care este o adaptare după Plaut, scrisă probabil pentru teatrul Universității; Auto de El-Rei Seleuco, scris în genul teatrului cavaleresc vicentin și Filodemo, tot un auto cavaleresc în versuri, amintind de Comédia de Rubena de Gil Vicente.

## Iluminism și neoclasicism
Revoluția filozofică și tehnică declanșată de Renaștere a luat proporții și a dat roade abia în secolul al XVIII-lea, epoca în care burghezia se afirmă ca forță politică și economică dominantă. Contactele Portugaliei cu Europa de dincolo de Pirinei se intensifică în timpul domniei lui Don João al V-lea, impulsionate fiind de politica comercială dusă în această perioadă.
Portugalia intră în contact cu Europa prin grupul de emigranți alungați de Inchiziție. Printre ei se numară doctorul António Nunes Ribeiro Sanches, Jacob de Castro Sarmento, Francisco Xavier de Oliveira.
Nicolau Tolentino
Printre scriitori din această perioadă se numără și Nicolau Tolentino. Ironia sardonică și amară caracteristică operei lui Nicolau Tolentino de Almeida reflectă contradicția dintre sentimentul de dependență și conștiința socială a scriitorului. Profesor de retorică în școlile create de Pombal, mai târziu funcționar superior, Tolentino biciuiește burghezia, căreia de fapt îi aparține. Opere: satira A Guerra (Războiul).
Alți scriitori din această perioadă sunt: Manuel Maria Barbosa du Bocage, Luís António Verney și Filinto Elísio.

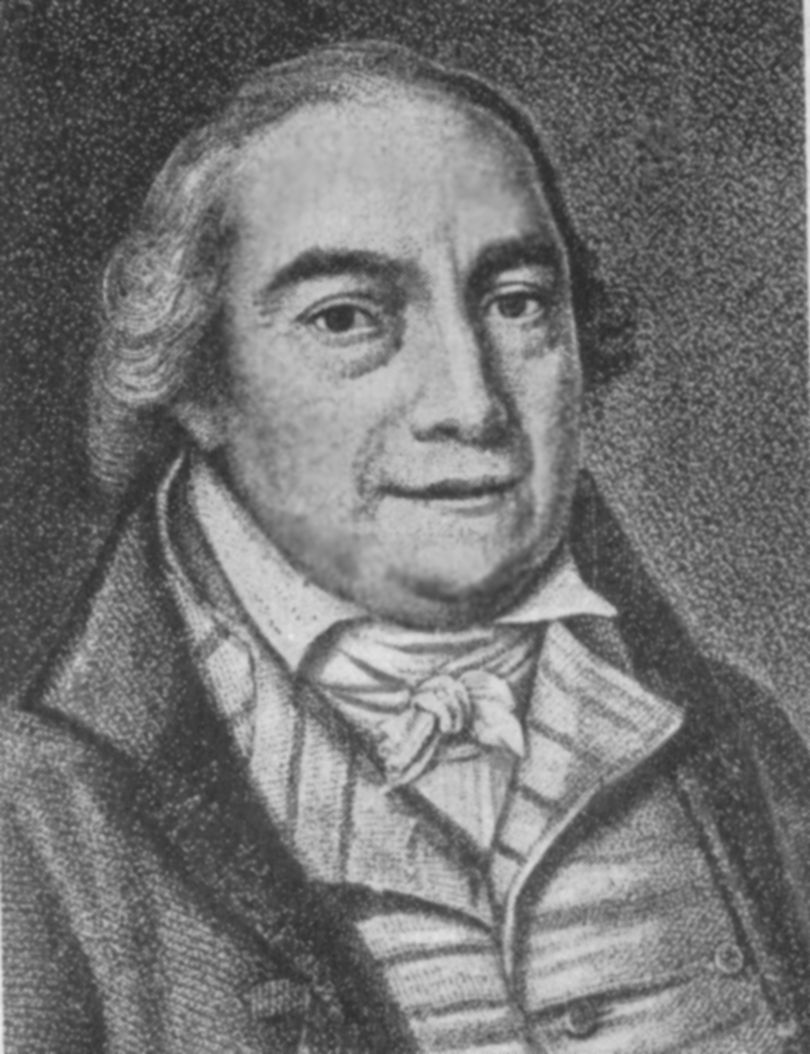
Filinto Elísio

### Reforma literară și Arcadia Lusitană
Puțin timp după cutremurul din 1755, trei tineri licențiați in Drept, Cruz e Silva, Esteves Negrão și Gomes Carvalho, înființează la Lisabona o academie în scopuri reformatoare: Arcádia Lusitana. Membri acestei academii trebuiau să adopte pseudonime literare de origine gracă și latină, ca Elpino Nonacriense (Cruz e Silva), sau Corydon Erimanteu (Correia Garção). Imitarea modelelor grecești și latine era, de fapt, rețeta principală dupa care se încerca o reformă a poeziei portugheze. În afară de modelele grecești și latine, arcadienii au fost inspirați și de scriitorii francezi din secolul al XVII-lea - Corneille, Racine, Boileau, Voltaire etc.; ei au încercat să continuie, în poezie, tradiția lirică a secolului al XVI-lea. Cea mai importantă operă literară a grupului arcadienilor este poemul eroi-comic O Hissope, de António Dinis da Cruz e Silva (1731 — 1799).
Încercarile repetate de a se ajunge la un repertoriu național de teatru nu prea au fost încununate de succes. Satirizarea aristocrației nobiliare și a valorilor sale inspiră cateva comedii ca O Falso Heroísmo (Falsul eroism), de Cruz e Silva, și Assembleia ou Partida (Adunarea sau plecarea), de Correia Garção, din care face parte și Cantada de Dido.
Cu toate că n-au lăsat nici macar o singură lucrare, cu excepția celei intitulate O Hissope, care să merite să fie citită astăzi, arcadienii au jucat un rol foarte important în evoluția literaturii portugheze: de fapt ei au lichidat gongorismul, au apropiat poezia de realitatea concreta, au creat un nou limbaj poetic și au adus în lirică o tematică cu totul nouă. Activitatea lor i-a influențat pe poetii de la sfarșitul secolului al XVIII-lea și chiar pe primii romantici.

## Primii romantici
Precursorii romantismului în Portugalia sunt Bocage, José Anastácio da Cunha și chiar arcadienii, în măsura în care aduceau în literatură concretul și cotidianul prin traducerile lor și prin contactele cu literaturile străine. Împrejurările în care s-a realizat revoluția politica portugheză au conferit romantismului portughez o fizionomie proprie.
Contrar celor întâmplate în Europa, unde romantismul s-a născut dintr-o reacție contrarevoluționară și antifranceză, romantismul portughez este, în asamblu, favorabil revoluției liberale. De aceea, romantismul portughez marchează o ruptură cu trecutul, ca și revoluția politică. Pe de altă parte, originile romantismului portughez sunt mai ales franceze. Influența engleză este trecătoare, cea germană superficială.

### Garrett

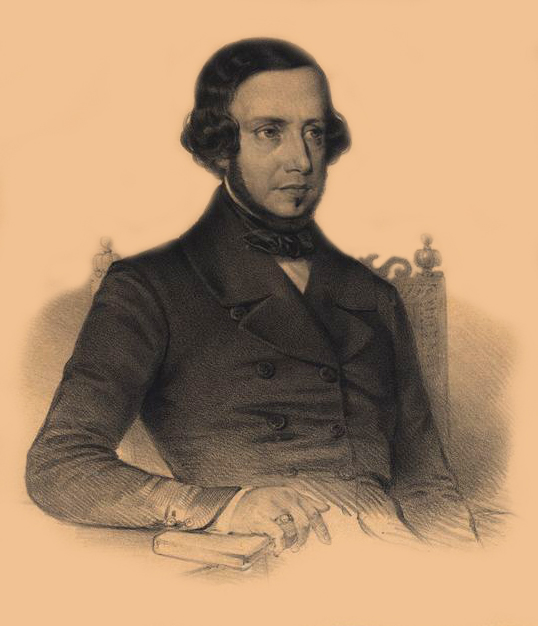
Almeida Garrett

Unul dintre importantii scriitori romantici portughezi a fost Almeida Garrett.
Garrett a fost o figură a vieții mondene din epoca sa, făcându-se cunoscut atât prin aventurile sale galante cât și printr-un anumit snobism de tip exhibiționist. Dar sub această mască pulsează o viață emoțională intensă, care conferă unei anumite părți din opera sa literară o anumită profunzime psihologică. Opera: O Arco de Santana (Arcul Santana, 1845), Viagens na Minha Terra (Călătorie pe meleagurile mele, 1846), Frai Luís de Sousa (1843).
Primele poeme
Cele două poeme narative ale lui Garret sunt scrise sub impresiile exilului, dar stau sub semnul școlii arcadiene. Este vorba de Camões (1825), cu care marchează începutul romantismului portughez, și Dona Branca (1826). În primul poem, eroul hoinărește pe străzile Lisabonei, copleșit de dorul iubitei moarte, de nedreptatea regelui care nu-i recompensa poemul; știrea fatală a dezastrului de la Alcácer Quibir  vine să pună capăt acestei vieți fără rost, moartea poetului identificându-se ce cea a patriei. Poemul urmează foarte îndeaproape Lusiadele ca și compoziție și limbaj.
Deși scrisă în versuri albe, Dona Branca are un caracter diferit: povestind amorurile unei infante portugheze cu un prinț maur care lupta sub zidurile cetății Silves, Garret se vrea inspirat de evul mediu, cu pitorescul său, cu credințele sale în magi și vrăjitori, prin acea tentativă deliberată de a introduce în Portugalia aspectul folcloric și medieval al romantismului englez și german și mai ales prin înlocuirea mitologiei grecești și roamane cu o presupusa mitologie națională si populară.

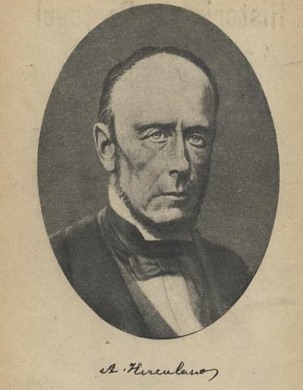
Al. Herculano

Aceste poeme n-au exercitat o influența imediată. Ele reprezintă trecerea de la arcadism la romantism.
Crearea teatrului național
Garret ajunge efectiv șeful scolii romantice portugheze atunci când, în 1836, primește de la guvernul popular septembrist misiunea de a organiza un teatru național. Abandonând tragedia clasică, pe care a cultivat-o în Catão, Garret preia de la romantici, printe alte inovații, folosirea prozei în teatru și amestecul de comic și tragic. A ales ca teme din istoria națională cu un scop clar educativ. În Um auto de Gil Vicente se evoca splendoarea curții manueline, în O Alfageme de Santarém, luptele populare pentru independența în secolul al XVI-lea.
Garrett și naționalismul literar
Garrett s-a declarat pentru întoarcerea literaturii la izvoarele sale naționale și populare în diferite prefețe și note la lucrările sale. El consideră că o adevarată operă de artă trebuie să fie autentic națională, iar condiția ca ea să fie natională este ca ea să fie populară.

### Alexandre Herculano
Scriitor și om politic, Herculano a și-a expus clar gândirea sa politică în nenumărate rânduri și s-a văzut antrenat în diferite polemici de doctrină. Vasta sa activitate jurnalistică este reunită în colecția Opúsculos.  Este promotorul și principalul reprezentant al romantismului portughez, alaturi de Almeida Garrett. Este  autorul al monumentalei lucrări „Istoria Portugaliei” (História de Portugal).

### António Feliciano de Castilho
Contemporan cu Garrett, António Feliciano de Castilho n-a fost capabil să depașească arcadismul în spiritul căruia a fost educat. El a rămas un abil versificator, un fel de Manuel Bernardes al versului, cu toate eforturile sale de a fi în pas cu evoluția modelor literare. Abordând la început teme clasice, în Cartas de Eco a Narciso (Scrisorile lui Eco către Narcis), el sfârșește prin a încerca să trateze temele romantice în ceea ce au ele mai superficial și convențional, în Noites no Castelo (Nopți la Castel), aparută în 1836. S-a străduit să urmeze tendințele politice și ideologice ale epocii sale, mai ales în A Felicidade pela Agricultura (Bunăstarea prin agricultură, 1849), în care există vagi licăriri de critică socială adusă societătii liberale.

## A doua generație de romantici
Proza
După romanul Viagens na Minha Terra, care nu a avut niciun ecou, au loc, între 1850 — 1860, primele încercări de creare a unui roman de moravuri contemporane. Printre povestitorii din această perioadă s-a remarcat J.C. Machado, a cărui stil este poate cel mai clasic, mai rafinat și mai sugestiv din proza portugheză, situându-se la același nivel cu Garret și Eça de Queiróz.
Un alt povestitor demn de reținut este Rodrigo Paganino (1835 — 1863) care încearcă să moralizeze clasele obidite în Contos do Tio Joaquim (Poveștile unchiului Ioachim). El este un precursor, în ce privește stilul naiv și conținutul optimist și confirmist, al romanelor țărănești ale lui Júlio Dinis. Dintre aceste încercări literare, astăzi mai mult sau mai puțin uitate, nu trebuie reținută decât opera lui C.M.Branco.
João de Deus de Nogueira Ramos (São Bartolomeu de Messines, 8 martie 1830 — Lisabona, 11 ianuarie 1896) - A fost un cunoscut poet portughez. I-au trebuit zece ani să-și termine cursurile de la Facultatea de Drept din Coimbra, unde și-a creat o faimă legendară și a exercitat diferite meserii umile pentru a se putea întreține. Opera sa, pe care a risipit-o cu nepasare, a fost culeasă de admiratori în volumul Campo de Flores (Câmp de flori, 1896).

### Camilo Castelo Branco

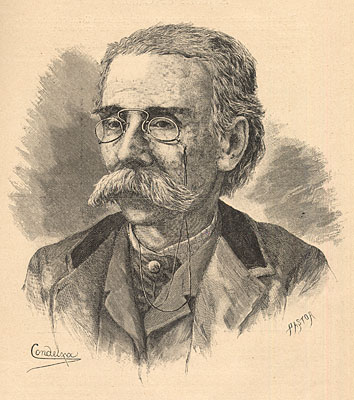
Camilo Castelo Branco, gravură de Francisco Pastor

Camilo Ferreira Botelho Castelo Branco a rămas în istoria literaturii portugheze prin vasta sa opera literară. Rămas de mic orfan de tată și de mamă, Camilo a fost educat într-o vilă din Trás-os-Montes (sătucul Samarda) de un unchi din partea tatălui. Acesta l-a pus să studieze latina și operele scriitorilor clasici din secolele XVI și XVII. Și-a petrecut o parte din tinerețe la Vila Real din Trás-os-Montes, unde a iubit prima oară o țărancă din regiune. Contactul cu literaturile moderne se face oarecum la întâmplare. El are o predilecție pentru lecturile romanești: îi citește superficial pe Eugène Sue și Arlincourt, ca și pe Chateaubriand sau pe Balzac.

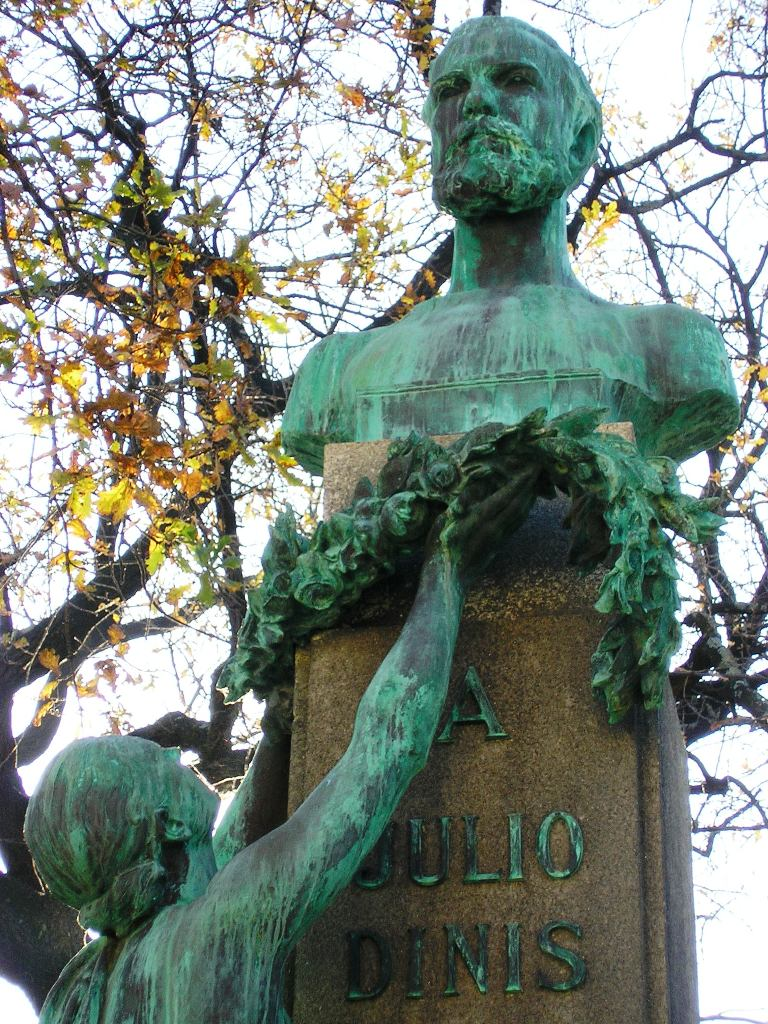
Monumentul lui Júlio Dinis, în Porto, orașul său natal.

Cam pe la vârsta de 20 de ani sosește în Porto și se face cunoscut prin aventurile sale galante în mediul boem ce frecventa Café Guichard și curta actrițele. Face o pasiune pentru o doamnă cultivată, căsătorită cu un burghez bogat, care îl duce aproape de sinucidere și la o scurtă ședere într-un seminar teologic. După aceste întâmplări fuge cu o altă femeie, Ana Plácida, căsătorită la rândul ei cu un mare negustor. Veșnicul îndrăgostit este arestat și judecat, dar mai târziu se leagă definitiv de o altă femeie, căsătorindu-se. Nereușind să termine cursurile Academiei Politehnice din Porto, nici pe cele ale Școlii Medico-Chirurgicale, Camilo se folosește de imaginația sa decundă și de pana sa ușoară pentru a-și câștiga existența: multă vreme el este cel mai citit și mai tipărit scriitor portughez. Ultimii ani petrecuți la ferma dn San Miguel de Ceide sunt un lung și extenuant martiriu de ocnaș al literelor, obligat să scrie într-una pentru a se întreține. În cele din urmă orbește și se sinucide.
În foarte vasta sa operă se pot discerne mai multe serii, care uneori se încrucișează și se confundă: romanul-foileton (Mistérios de Lisboa - Misterele Lisabonei, Livro Negro do Padre Dinis - Cartea Neagră a părintelui Dinis), romanul de dragoste tragic (Amor de Perdicão - Iubire și pierzanie), romanul satiră (A Queda de Um Anjo - În căutarea unui înger, O Que Fazem Mulheres - Ce fac femeile), romanul de moravuri sătești (Novelas do Minho - Nuvele din Minho, Brasileira de Prazins - Braziliana din Prazins).
Camilo este poate singurul scriitor portughez influențat într-adevăr de Balzac. Îi lipsește însă obiectivitatea și spiritul analitic caracteristic oricărui scriitor realist. El oscilează între lirism și sarcasm. Adesea, în loc de portret el face caricatură. Uneori proza sa este lirică și satirică. Structura psihologică și ritmul susținut al celor mai bune romane ale sale de dragoste sunt marcate de simțul tragicului. Dar romanul camilian se apropie de cel preromantic și prin structura sa romanească. Acțiunea și descrierea sunt neglijate; sentimentul timpului nu este sugerat. Camilo este încă departe de romanul burghez.

### Júlio Dinis
Joaquim Guilherme Gomes Coelho a fost un important scriitor din aceasta perioadă a literaturii portugheze. Rolul de a fi construit, pentru prima oară în Portugalia, un adevărat roman modern (făcând abstracție de cazul izolat al romanului Viagens na Minha Terra de Garrett) i-a revenit unui medic din Porto, care făcea parte din marea burghezie a orașului și se formase la școala romancierilor englezi, Joaquim Guilherme Gomes Coelho, cunoscut mai ales sub pseudonimul de Júlio Dinis.
Categoriile sociale din romanele sale sunt: burghezia comercială din Porto, cea rurală și marii proprietari absenteiști. Opera: Uma Família Inglesa, As Pupilas do Senhor Reitor (Pupilele d-lui Rector), A Morgadinha dos Canaviais (Moștenitoarea stufăriei), Os Fidalgos da Casa Mourisca (Nobilii de la conacul maur).

## Realismul
Pe la jumătatea secolului al XIX-lea în Franța se manifestă o reacție împotriva romantismului, mai ales împotriva unui anumit fals idealism și a înfrumusețării fanteziste a realității. Expresia majoră a acestei critici la adresa romantismului se află în romanul Madame Bovary de Flaubert. Pe de altă parte, nu e mai puțin adevărat că după 1850 mișcarea romantică din Franța începe să se stingă, supravietuind doar prin Victor Hugo; ceea ce duce la concluzia că romantismul se plasează în spațiul de timp a primei jumătăți a secolului al XIX-lea. Dar tot în același spațiu de timp se consumă și activitatea unor mari scriitori realiști, ca Stendhal, Balzac și Mérimée.

### Generația de la 1870
Atât în Europa (Franța, Anglia), mai întâi, cât și mai târziu, în Portugalia, în această perioadă (secolul al XIX-lea) au loc numeroase frământari sociale, cât și revoluții atât în rândul științei cât și a literaturii. În Franța are loc pentru prima dată o reacție împotriva miturilor și a iluziilor de mentalitate romantică. Această reacție, se va răspândi curând în toată Europa, inclusiv în Portugalia unde apare o generație liberală, progresistă. Această mișcare împotriva romanticilor se numește în sens restrâns realism. Totodată în Portugalia au loc și însemnate evenimente politice, evenimente la care va participa și un grup de intelectuali ce poartă numele de „Generația de la 1870”. Mulți dintre membrii acestui grup s-au format la Coimbra, într-o epocă în care generații de studenți au avut ocazia să între în contact cu curentele literare, științifice și filozofice cele mai noi, prea puțin cunoscute în Portugalia - contact facilitat de faptul că, în 1864, Coimbra a fost legată de Paris printr-o cale ferată. Eça de Queirós descrie entuziasmul cu care erau primite lăzile, aduse cu trenul, în care se găseau cărți de Michelet, Victor Hugo, Renan, Proudhon, Comte, Hegel, Flaubert și alții.

#### Antero de Quental
În această perioadă, s-a afirmat și poetul Antero Tarquínio de Quental. În prezentarea situației Portugaliei, din „Jurnalul Portughez”, Mircea Eliade îl apreciază pe Antero de Quental ca fiind un poet pesimist și anti-liberal pe care îl compară cu Eminescu, iar descrierile pe care le face poporului portughez sunt perfect aplicabile românilor.
Născut într-o familie de nobili cultivați din insula San Miguel (arhipelagul insulelor Azore), în 1843, Antero dovedește, în primele sale sonete publicate în 1861, tendințe mistice alimentate de o solidă educație religioasă. La scurt timp însă se îndreaptă către raționalismul și radicalismul social, iar între 1863 și 1865 ajunge marele lider al tineretului din Coimbra, bucurându-se de un inegalabil și legendar prestigiu. Cuprins de impulsul revoluționar al epocii, el scrie o poezie combativă sub titlul Odes Modernas (1864). Antero respinge mai ales temele macabre și nocturne ale ultraromanticilor. Doritor să cunoască climatul social din Franța revoluționară, el face un popas la Paris. La întoarcerea sa în Lisabona, el devine unul din principalii animatori ai mișcărilor muncitorești și politice de stânga. Principala sursă a gândirii sale politico-sociale este Proudhon.
Din punct de vedere formal, nu se poate spune că Antero a adus mari îmbunătățiri poeziei portugheze. Principalii săi maeștri au fost Camões, Herculano și João de Deus. În Primaveras Romántica (Primăveri romantice), se simte influența lui Heine; iar în câteva din compozițiile din Odes Modernas îl recunoaștem pe Victor Hugo, care i-a inspirat și pe poeții dinaintea lui Antero.

#### Eça de Queirós
José Maria Eça de Queirós (sau Eça de Queiroz) este probabil cel mai cunoscut scriitor realist portughez. S-a remarcat ca un novator al romanului portughez prin orientarea sa catre realism.

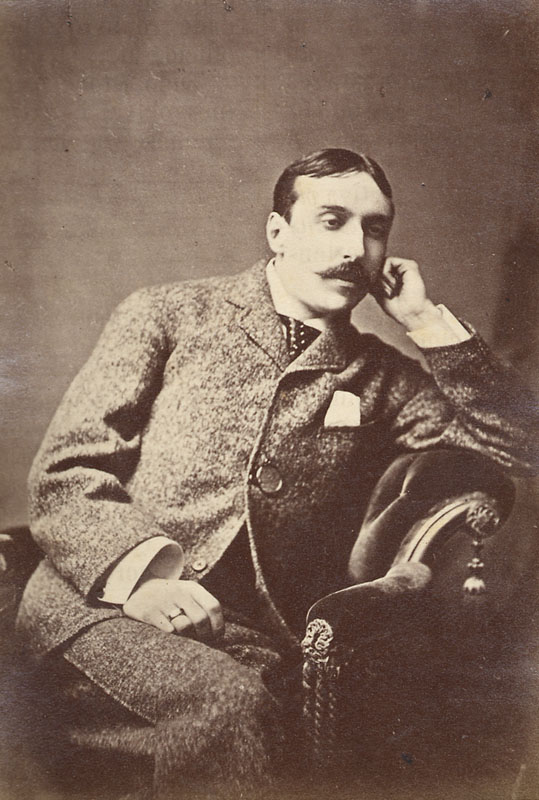
Eça de Queirós

Fiu natural al unui magistrat, scriitor la rândul lui, Queirós (1845 — 1900) duce o viață lipsită de evenimente, mai întâi ca student la Coimbra, apoi ca administrator al consiliului din Leira și, începând de la vârsta de 27 de ani, ca diplomat în Cuba, Newcastle și Paris. A călătorit prin Orientul Mijlociu, unde a asistat la inaugurarea Canalului Suez, și în America de Nord. S-a căsătorit la vârsta de 40 de ani cu o doamnă din înalta societate. A murit la Paris unde și-a trăit ultimii 12 ani din viață.
Eça de Queirós și-a început cariera literară cu o serie de foiletoane publicate în Gazeta de Portugal (1866 — 1867), reunite mai târziu în volumul Prosas Bárbaras (Proze barbare). Este vorba de un fel de poeme în proza scrisă într-un stil cu totul neobișnuit în Portugalia, stil care a stârnit nedumerirea și neînțelegerea contemporanilor săi, obișnuiți cu uneltele retorice ale romanticilor francezi de la 1830. Mai târziu, cunoașterea realismului lui Flaubert, influența Cenaclului lui Antero și lectura atentă a lui Proudhon îi vor cristaliza, în jurul anului 1870, structura ideologică, îi vor disciplina fantezia tumultuoasă și îl vor înarma cu o concepție clară despre misiunea scriitorului.
Romane importante ale lui Eça de Queirós:

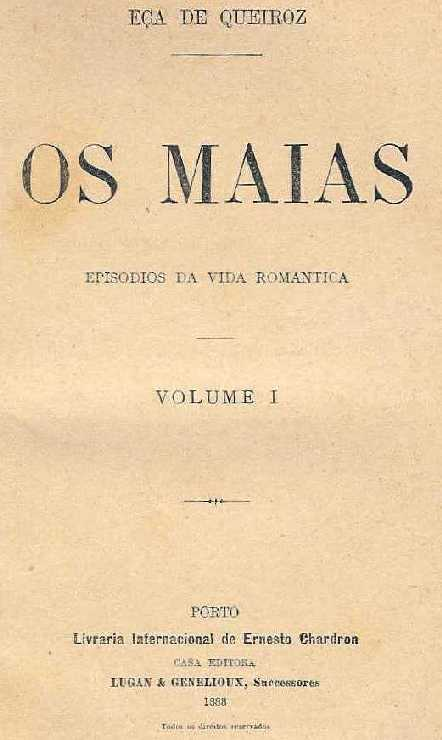
Prima ediție a romanului Familia Maia în 1888

- O Crime do Padre Amaro (Crima abatelui Amaro, 1875). În acest roman, scriitorul se ocupă de viața unui mic oraș de provincie și de influența clerului; rolul seminarului și al spovedaniei; presiunea oligarhiilor locale. În ele apar anumite tipuri, cum ar fi bigotul și revoluționarul exaltat și inofensiv de la 1870.
- O Primo Basilio (Vărul Basilio). În această operă, apărută în 1878 și puternic influențată de Madame Bovary, scriitorul face un tablou al unei familii de mici burghezi din Lisabona: femeia dependentă material de soț, fără o formație morală și fără o altă cultură decât cea pe care și-a făcut-o citind romanele de dragoste, care-o fac să evadeze din plictiseala vieții conjugale; Don Juanul profitor; slujnica umilă. Printre cei care frecventează casa se numără și un versificator vanitos și frivol, mulțumit de sine, simbol al politicii constituționale. La Eça, resortul tragediei este o educație deficientă dublată de lectura unor romane care exaltă valorile romanești și zugrăvește adulterul în culori atrăgătoare.
- Os Maias (Familia Maia, 1880). Este poate unul dintre cele mai importante și mai cunoscute romane din literatura portugheză. Operă complexă, admirabil construită, Eça pătrunde în intimitatea aristocrației și a propriilor săi prieteni. El arată ignoranța și stupizenia slujitorului monarhiei; influența ocultă a marelui financiar asupra politicienilor și a oamenilor de afaceri și chiar asupra literaților care se pretind rebeli; exhibiționismul ridicol al noului bogătaș; ticăloșia distinsă a omului de lume; frivolitatea și fantezia romanească a femeilor din înalta societate. În Os Maias ne sunt prezentate cauzele principale ale tarelor societății portugheze și părerea autorului despre perspectivele de viitor ale Portugaliei.

Evoluția stilului lui Eça De Queiroz atinge, fără îndoială, o culme prin romanul „Orașul și muntele”. În 1901, la un an dupa moartea lui Eça de Queiroz, apare, la Porto, „A Cidade e as Serras” (Orașul și muntele), roman semi-postum, din care cea mai mare parte a fost revăzută și corectată în șpalt de autor, cu excepția ultimilor pagini, revizuite și comparate cu manuscrisul de către Ramalho Ortigão, prietenul și colaboratorul scriitorului, el însuși marcantă personalitate a literelor lusitane.
Eça de Queirós aduce nu numai o tehnică romanească nouă, dar și o limbă literară nouă, precum și unele procedee de exprimare nepracticate până atunci. În romanele sale, admirabil construite el descrie relația dintre diferitele medii sociale, descriere urmată de prezentarea locuitorilor și a modului de viață pe care aceștia o duc. Personajele se caracterizează treptat prin limbaj sau comportament. Fraza dialogată este caracteristică sau definitorie, menținând constant atenția cititorului. Șocul provocat de momentele dramatice este foarte bine calculat. Os Maias este o capodoperă datorită înlănțuirii fericite a diferitelor episoade, medii și acțiuni, care converg spre o dramă unică, dar și faptului că ea reprezintă o sinteză a unui întreg complex social. Individualul și socialul se combină în așa fel încât fiecare personaj este un tip social, reprezentatul unei clase, al unui mediu, al unui tip de educație; în același timp, personajele reușesc să aibă o personalitate și o individualitate proprie.

#### Oliveira Martins

Oliveira Martins

Joaquim Pedro de Oliveira Martins a fost, alături de Antero și de Eça de Queirós, unul din principalii lideri ai generației de la 1870. Făcând parte din categoria burghezilor intelectuali, Oliveira Martins a fost obligat, din cauza greutăților familiare, să intre de timpuriu în comerț și să-și facă o cultură de autodidact, în care cunoștințele de istorie și cele de economie politică ocupă un loc aparte. Admirator al lui Herculano, el scrie în tinerețe un roman istoric - Phoebus Moniz.
Exceptând romanul său Phobus Moniz, Oliveira Martins a debutat cu două cărți, Teoria de Socialismo și Portugal e o Socialismo, în care popularizează socialismul proudhonian, adaptându-l la condițiile de viață portugheze. În ambele cărți, cel mai important lucru este critica sa lucidă la adresa liberalismului și revoluției liberale portugheze.
Opere importante:
- História de Portugal. - Este constituită dintr-o succesiune de tablouri dramatice, în care se dă o mare importanță activității personalităților istorice, încercând să se identifice mobilele psihologice ale acestora. Dar un fel de fatalitate conduce aceste momente dramatice către un deznodământ funest: în final, oamenii se transformă în umbre purtate de aripile destinului. Această operă se dovedește a fi un amplu poem, scris într-un ritm diabolic, cântând, sub formă de epitaf, istoria unei națiuni care și-a trăit momentul său eroic în epoca călătorilor pe ape și apoi s-a stins.
- Portugal Contemporâneo. - Deși la fel construită, această operă este mai bogată în idei concrete. Oliveira Martins, prin intermediul narațiunii, face o critică a liberalismului și a reprezentanților săi, critică uneori contradictorie, în care fie că se condamnă anarhia liberală în numele socialismului, fie că se slăvește vechiul regim în numele tradiționalismului extremist.

#### Ramalho Ortigão
Ramalho Ortigão face parte din grupul de la 1870, redactând împreună cu Eça de Queirós As Farpas (1871). Era mai în vârstă decât confrații săi și s-a format într-un alt mediu: în provincialul Porto, pe care l-a descris admirabil în studiul său despre Camilo.

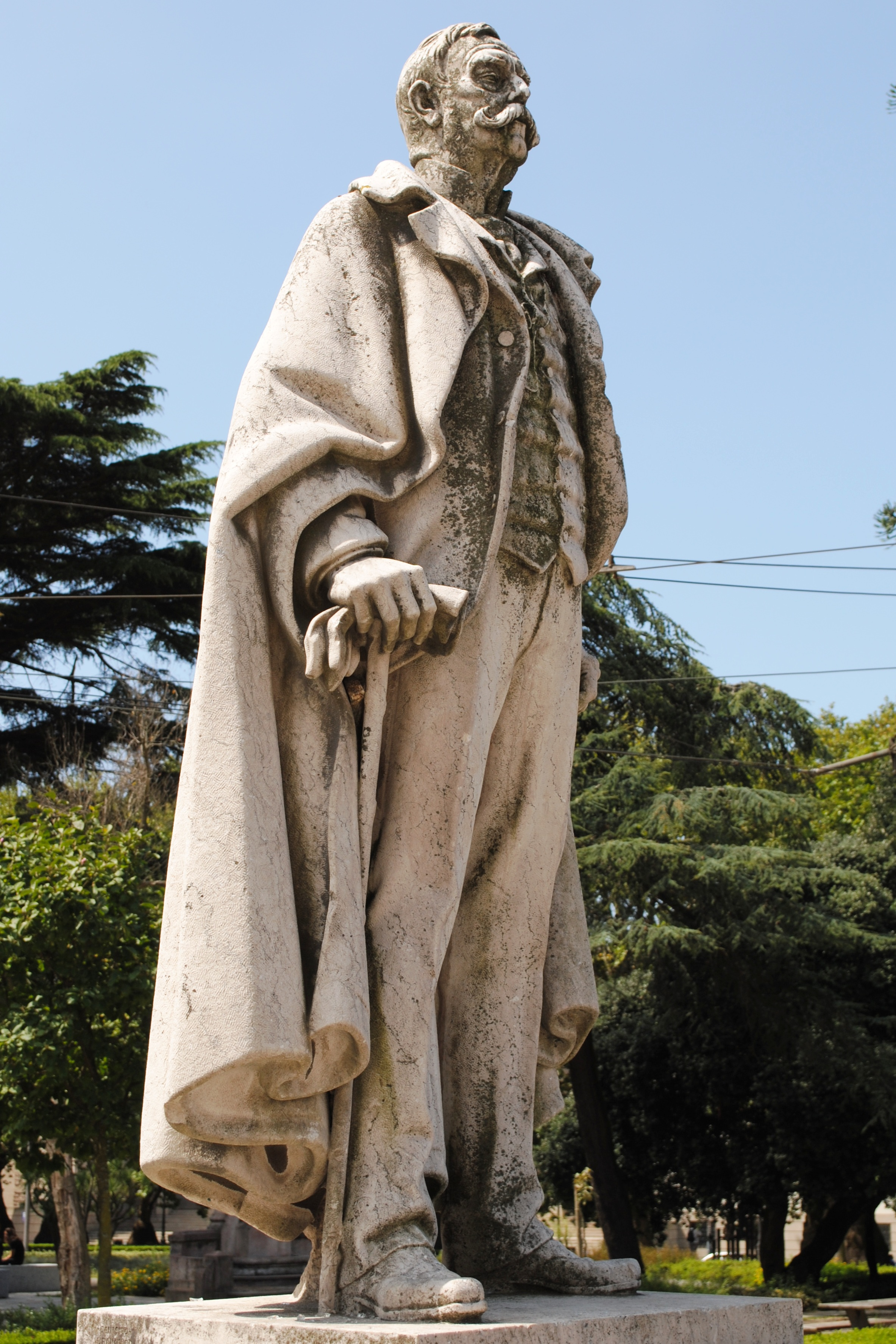
Ramalho Ortigão

În As Farpas atacă literatura romantică înarmat cu lecturile din Proudhon și critică, în lumina gânditorilor socialiști, moravurile politice ale liberalismului portughez, dând dovadă de un puternic simț al caricaturii. După plecarea lui Eça în America și Anglia, Ramalho se întoarce către Teófilo Braga, care-i insuflă ideologia pozitivistă.

### Poeții Noii Școli
Odes Modernas de Antero de Quental, semnifică apariția unei poezii combative portugheze, orientată spre o reformă de tip social și politic, având ca temă principală lupta împotriva reacțiunii religioase și a nedreptăților sociale. Noua poezie, structurată de gândirea revoluționară contemporană, se opune liricii individualiste. În tehnica poetică reînnoită de Baudelaire (Fleurs du Mal, 1857), ce constă în redarea exactă a atmosferei pariziene, poeții așa numitei „școli noi” descoperă un anumit colorit și teme pe care le folosesc pentru a descrie corupția societății contemporane: lumea oropsiților de soartă și a prostituatelor, strada murdară și sordidă.
După Antero, cel mai important poet al acestei școli este Guilherme de Azevedo (1831 — 1882). În Alma Nova (1872), el folosește un vocabular în fond convețional (nămol, haznale, „arhanghel” - prostituată), pe care îl pune însă în slujba unei critici patetice a pasiunii.

#### Guerra Junqueiro
Cel mai tipic reprezentant al acestui grup este Abilio Guerra Junqueiro, care s-a format la Coimbra și a intrat apoi în birocrație. A fost ministru al Republicii Portugheze la Berna. El satirizează, ca și Eça, idealul de dragoste al romantismului, în A Morte de Don João (Moartea lui Don Juan, 1874) și ideologia clericală în A Velhice do Padre Eterno (Bătrânețea tatălui din ceruri, 1885).
Prin poemele sale pamfletare, Junqueiro a fost o forță activă și dinamizatoare a paturilor mic-burgheze. A cunoscut o popularitate care, pe vremea aceea, nu era egalată decât poate de cea de care se bucura João de Deus.

#### Gomes Leal
Fiu al aceleași generații ideologice, António Duarte Gomes Leal (1848-1921) este unicul rival al lui Junqueiro, prin virulența sa satirică. S-a remarcat în 1875 cu Claridades do Sul (Lumini din sud). În poezia sa există multe locuri comune, stilul său este de o verbozitate difuză, o cultură prost asimilată duce la grave confuzii de idei, dar el își are momentele sale de geniu pe care, din păcate, niciun alt portughez din epoca sa nu le-a atins. Virulența sa satirică manifestată în unele din compozițiile sale, reunite în parte în Anticristo și Fim de Um Mundo (Sfârșitul unei lumi), alternează cu predilecția sa pentru ocultism, cu un sentiment apocaliptic al catastrofei, care-l fac să se îndrepte, în ultimă fază, spre catolicismul copilăriei sale exprimat în História de Jesus și în Senhora da Melancolia (Doamna Melancolie).

#### Cesário Verde

Cesário Verde

Dar un alt poet, aproape din aceeași generație, pe atât de exact și concis pe cât de difuz și prolix era Gomes Leal, pare să fie într-adevăr un deschizător de drumuri în poezie. Cesário Verde, deși împărtășește idealurile „noii școli” și ale agitației republicane, este totuși un poet singular și fără înaintași, un poet a cărui influență se va face simțită abia mult mai târziu, poate și pentru că opera sa a fost editată postum (O Livro de Cesário Verde, 1901).

De la stânga la dreapta: Eça de Quirós, Oliveira Martins, Guerra Junqueiro, Ramalho Ortigão

El a reușit, ca nimeni altul, să dea o expresie poetică realității obiective și cotidiene. În opera sa coșul florăresei, pepenii, merele, lemnul pomilor, uneltele dulgherilor, străzile din Lisabona, vitrinele magazinelor, diminețile de lucru și nopțile luminate cu lămpile de gaz capătă frumusețe și sens. Toate acestea sunt redate într-o formă impresionant de exactă, fără emfază, cu aparentă impasibilitate, într-un limbaj care reușește să fie cel mai curent. Poetul detestă abstracțiunile și se simte fericit atunci când găsește „materiale”, forme pe care ochii săi, mirosul său, mâinile sale le simt, și care fac să-i „cânte” simțurile.
Cesário Verde este singurul poet portughez cu adevărat „realist” al secolului al XIX-lea, cu atât mai singular și genial cu cât nu urma modele portugheze sau străine. Este adevărat că a învățat câte ceva de la Baudelaire, dar poezia sa este la antipodul poeziei acestuia. Pentru poetul francez realitatea obiectivă nu era decât un pretext de a evada. Cesário refuza paradisele artificiale.

### Parnasienii
Urmând tradiția revistelor de poezie din Coimbra, João Penha conduce începând din 1868 A Folha (Foaia), în care își găsesc ecou câteva din cele mai recente curente ale poeziei franceze. În această revistă apar primii parnasieni portughezi, printre care se numără și chiar însuși João Penha.
În schimb, unul din colaboratorii săi, Conçalves Crespo (1846-1883) este, în Miniaturas (1870) și mai talentat în Nocturnos (1882), un reprezentant tipic și talentat al parnasianismului, prin vizualitate, prin dimensiunea sculpturală a temelor alese, prin predilecția sa pentru episoadele istorice și exotism. În Indienas e Portuguesas (Indieni și portughezi), Cristóvao Aires (1880), influențat de Leconte de Lisle, se inspiră din exotismul indian. António Fogaça, care a murit student la Coimbra, evoca în Versos da Mocidade (versuri de tinerețe, 1888) albul nuferilor, scoicile marine, masivitatea și puritatea marmurei, emoția dragostei.

## Secolul al XX-lea

### Poezia
După cum am văzut, Cesário Verde dădea o lovitură de grație retoricii romantice, dar opera sa n-a fost publicată decât în 1901, iar influența sa a pătruns încet, ajungând să fie hotărâtoare după 1915. Ea s-a adăugat la cea a lui António Nobre (1867-1903) care în Só (Singur, 1892), stăpânit de nostalgie, de nostalgia unei lumi care moare, lumea preburgheză, tradiționalistă, a plugarului din Minho, îi idealizează pe oamenii „simpli” (pescari, țărani) care fac parte din paradisul pierdut al copilăriei sale. Această operă este inovatoare mai ales prin cursivitatea limbajului folosit și prin respingerea artificiilor oratorice ale romanticilor portughezi. În același timp, contemporanul său Eugénio de Castro (1869-1944) încearcă, cu încăpățânare și sârguință, să introducă în poezia portugheză tehnica stilistică simbolistă printr-o serie de opere dintre care primele sunt Oaristos (Convorbiri intime), apărute în 1891. Marele poet simbolist portughez a fost în realitate Camilo Pessanha, contemporan cu António Nobre. El a murit la Macao înainte de a-și vedea publicate versurile și poate fi considerat omologul lui Verlaine.

#### Fernando Pessoa
Una dintre figurile proeminente ale criticii numite structuraliste, Roman Jakobson, a scris următoarele în legătură cu poetul Fernando Pessoa: „Le nom de Fernanado Pessoa exige d'être inclus dans la liste des drands artistes mondiaux nés au cours des années 80: Stravinsky, Picasso, Joyce, Braque, Khlebnikov, Le Corbusier. Tous les traits typiques de cette grande équipe se retrouvent condensés chez le poète portugais.” („Numele lui Fernando Pessoa trebuie să fie trecut pe lista celor mai mari artiști din lume născuți în jurul anilor 1880: Stravinski, Picasso, James Joyce, Georges Braque, Klebnikov, Le Corbusier. Toate caracteristicile acestei ilustre echipe se găsesc condensate la poetul portughez.”). Pessoa poate fi pus alături de Dante, Shakespeare, Goethe, Joyce și totodată e singurul poet portughez care se poate măsura cu Camões.
| Portugheză | Română |
| --- | --- |
| Eu não sou eu nem sou o outro, Sou qualquer coisa de intermédio: Pilar da ponte de tédio Que vai de mim para o Outro. | Eu nu sunt eu, nu sunt nici altul, sunt ceva intermediar: Un stâlp al podului nemulțumirii Ce duce de la mine spre-Altul |

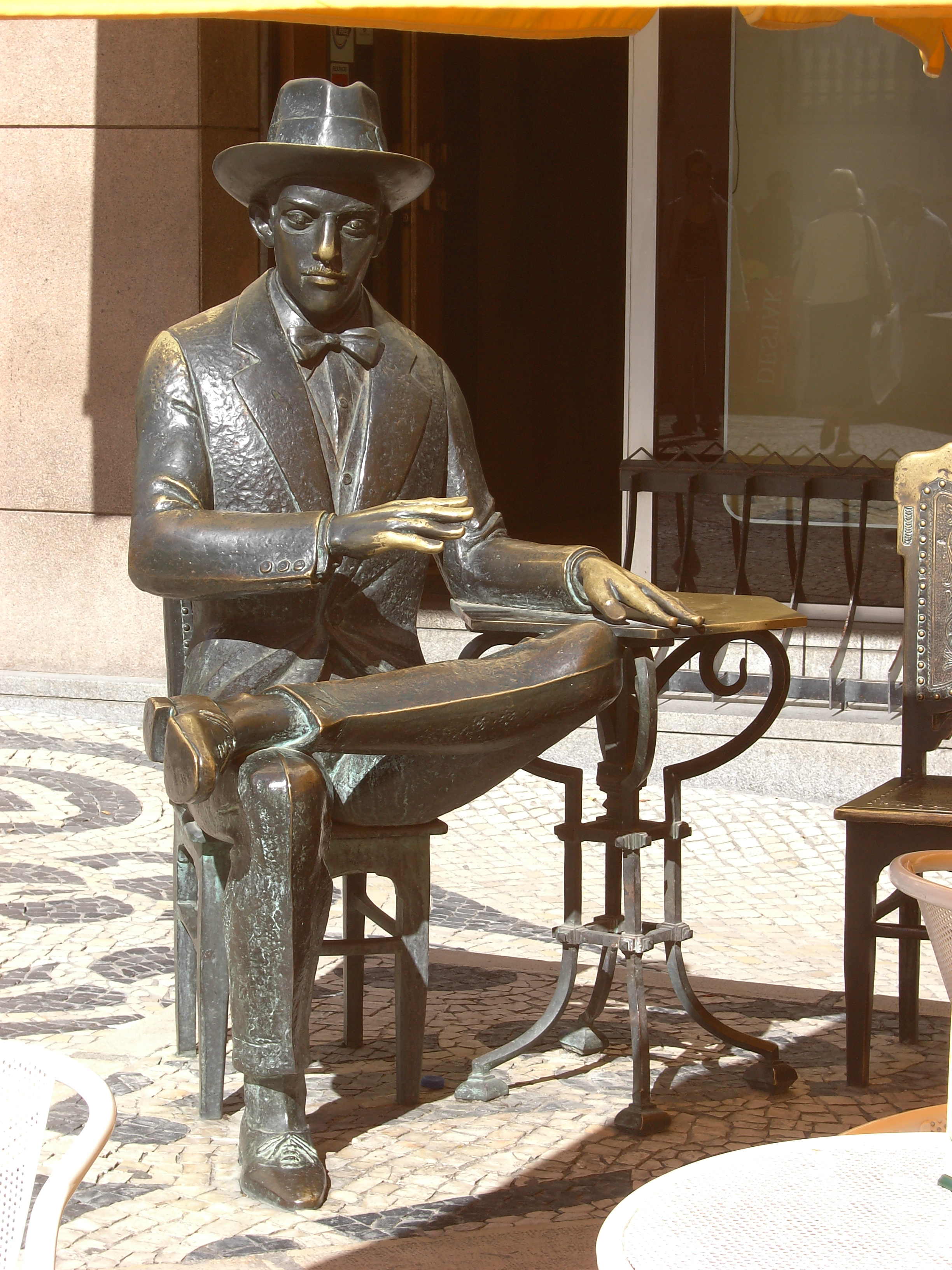
Statuia lui Fernando Pessoa în fața cafenelei A Brasileira din Lisabona

Fernando Pessoa folosește versul tradițional, rimat, de o muzicalitate admirabilă. El este și autorul volumului Mensagem (Mesaj), un volum de poeme de inspirație teozofică și mesianică, singura carte publicată de autor în ajunul morții sale în 1934. Așa după cum în muzică orice sunet se dezvoltă imediat într-o formă muzicală și nu există independent, tot așa în Pessoa orice stare emoțională devine imediat forma dialectică, este imediat act, nu filozofic, ci de gândire.
În jurul lui Pessoa, la revista Orpheu, se strâng mai mulți poeți de valoare artistică inegală. Încă se simte absența marelui Camilo Pessanha. Cel mai interesant dintre discipolii lui Pessoa este Mário de Sá-Carneiro (1890-1915) care, în afară de cărțile sale de povești, a publicat volumul de poeme Dispersão (Dispersare, 1914) și a lăsat unele poezii inedite din care s-a alcătuit un volum intitulat Indicios de Oiro (Semne de aur). În arta sa există multe aspecte simboliste, dar există și preocuparea febrilă pentru „celălalt”, dincolo de „eu”:
Cel mai tânăr membru al acestui grup este scriitorul și pictorul José de Almada Negreiros (1893-1970). Opera sa poetică, publicată în reviste și numai de curând strânsă într-un volum, pare mai puțin interesantă decât proza. Alți poeți de la Orpheu ca Luís de Montalvor și Alfredo Guisado, continuă să fie un ecou îndepărtat al simbolismului.
În 1927 va apărea revista Presença, publicație ce va rămâne până în 1940. În fruntea revistei se aflau câțiva poeți remarcabili: José Régio, Casais Monteiro, Miguel Torga, António de Navarro. Memoria colectivă a legat numele publicației Presença mai ales de cel al lui Régio (1899-1970), poate pentru că el este personalitatea cea mai puternică și pentru că până la urmă revista a rămas credincioasă spiritului său deși a cunoscut diferite orientări. Lăsând la o parte opera sa de romancier și dramaturg, vom spune că, fără să fie un inovator în materie de poezie și aflându-se mai aproape decât poeții de la Orpheu de discursul romantic, Régio va rămâne unul din marii poeți ai secolului al XX-lea.

#### Alexandre O'Neill
Un important poet suprarealist portughez a fost Alexandre O'Neill. Totodata el este și fondatorul „Mișcării Suprarealiste din Lisabona” (Movimento Surrealista de Lisboa). Contemporan cu suprarealismul, de la care a plecat, dar de care s-a îndepărtat urmându-și drumul său, poetul Alexandre O'Neill se remarcă prin versul său laconic și scurt, care se supune unui concept și, uneori, unui fapt bine calculat; unele versuri par proverbe.

#### Eugénio de Andrade
Cunoscut ca și poet, Eugénio de Andrade castiga in 2001 Premiul Camões pentru întreaga activitate literară. Este unul dintre cei mai mari poeți lirici din literatura portugheză. El este marele poet al dragostei vremurilor noastre. În semptembrie 2003, a primit premiul de poezie Pen Clube Português pentru opera sa  „Os sulcos da sede”.

### Proza

#### Raul Brandão
Secolul al XX-lea începe cu Raul Brandão care face parte din aceeași generație cu Antoonio Nobre și care, ca și acesta, s-a ocupat de oamenii simpli din nordul Portugaliei, de pescari, de cei sărmani. Dar el nu ne oferă o imagine idilică precum poetul din Só, ci caută să ne facă să participăm la compasiunea sa pentru o populație redusă la mizerie și, în general, pentru toți cei ce suferă sau sunt umiliți. Opere importante: Pescadores (Pescarii).

#### Aquilino Ribeiro
Povestitorii propriu-ziși aveau la îndemână două modele moștenite din secolul al XIX-lea, pe care mulți critici le pun față în față: Camilo și Eça. Se obișnuiește să se facă o apropiere între opera lui Camões și cea a marelui prozator din prima jumătate a secolului al XX-lea, Aquilino Ribeiro, poate pentru că la ambii scriitori lexicul este bogat, atmosfera rustică și muntenească, întâmplările multe și felurite, iar personajele dintr-o bucată, uneori aprige, reprezentând acea lume arhaică ce mai dăinuia în inima munților. Dar lui Aquilino îi lipsesc câteva din cele mai importante calități ale marelui, dar nu unicului, său maestru, între altele interesul pentru viața sentimentală și arta dialogului. Tema sa majoră este, dacă ne referim la romane, natura în care este inclus omul, omul rudimentar ce se conduce după logica simplă a instinctelor și se luptă pentru a supraviețui. Puțini au știut să descrie asemeni lui văile și munții, pădurile, apele și păsările, zapada și primăvara. Opere: As Terras do Demo (Țara Diavolului) și Malhadinhas. Aceste două volume se numără printre cele mai bune povestiri din literatura portugheză. Stilul lui Aquilino, stufos, adeseori prea puțin suplu, este o creație a unui gen care, inspirat sau nu de el, va fi dus mai departe de scriitorul brazilian Guimaraes Rosa. Dar lumea lui Aquilino a murit cu excepția câtorva epigoni, cum este Jorge Reis.

#### Ferreira de Castro

Ferreira de Castro

Ferreira de Castro a fost unul din precursorii neorealismului în literatura universală. Este unul din scriitorii portughezi cu opere traduse în toată lumea, ale cărui scrieri abordează aspecte sociale și ideologice. Publică primul său roman, Criminoso por ambição, în 1916, la vârsta de 18 ani, urmat de încă două romane, în același an: Alma Lusitana și Rugas Sociais.  Munca pe plantația de cauciuc va fi sursa de inspirație a celui mai cunoscut roman al său, A Selva (1930, Pădurea virgină), ecranizat în 2002. Se reîntoarce în Portugalia în 1919 și începe să lucreze ca jurnalist, pentru început ca redactor la ziarul O Século, apoi ca director al ziarului O Diabo, fiind un cunoscut opozant al lui António de Oliveira Salazar.
El a avut o ucenicie literară puțin obișnuită: a fost culegător de cauciuc în Brazilia, ceea ce înseamnă ceva mai puțin decât un sclav pe o plantație. Adevărata sa carieră a început atunci când, după ani de ziaristică și de roman-foileton, s-a hotărât să aștearnă pe hârtie experiența sa de emigrant. Odată cu Emgrantes și A Selva (Pădurea), intră pentru prima oară în literatura portugheză experiența muncitorului și marele spațiu, pădurea amazonică. În plus, cum Ferreira de Castro n-avea o formație universitară și nici cultură, opera sa este ruptă de tradiție, atât de cea tematică cât și de cea stilistică.

#### Miguel Torga
Miguel Torga, cu pseudonimul Adolfo Correia Rocha, este considerat cel mai mare povestitor din literatura portugheză. Proza sa, ca și cea a lui Régio, este o continuare a poeziei sale, sau invers. Una din principalele sale opere, Diário (Jurnal), apărută în câteva volume, conține note în versuri și proză. Dar poate că proza este adevărata sa vocație.

### Neorealismul
Neorealismul a dat trei prozatori excelenți: José Marmelo e Silva, care are câteva povestiri și romane de tip tradițional; o proză admirabil de detașată și liberă. Manuel de Fonseca, ce a evoluat de la o proză lirică, evocatoare, vădit influențată de Trinidade Coelho, la o tentativă de roman epico-dramatic ce pare o transpunere în proză a tehnicilor cinematografice ale lui Eisenstein (puțini știu să redea ca el dinamismul acțiunii în aer liber); Fernando Namora, ale cărui opere sunt numeroase și inegale, știe să creeze atmosferă, climat psihologic și personaje autentice, dar nu renunță la un climat liric foarte lusitan.

### Teatrul
Din 1926, unele cauze de natură externă au făcut aproape imposibilă reprezentarea pieselor care ar fi pus în discuție ideile și instituțiile vremii. Această situație a dus la o inerție care s-a verificat, în Portugalia, la nivelul producției teatrale ce a înregistrat puține excepții, de la Gil Vicente încoace, și care pare să cuprindă și creația cinematografică. Fapt este că puține creații de interes cu adevărat dramatic au fost puse în scenă în această perioadă. În felul acesta valoarea reală a teatrului, care s-a scris doar, nu poate fi clar stabilită. În altă ordine de idei, multe din piesele care n-au putut să vadă lumina rampei sau care au fost scoase din scenă au fost subapreciate din acest motiv de opinia publică, independent de valoarea lor dramatică.
Mulți dintre poeții și prozatorii amintiți mai sus au cultivat și genul dramatic. Este cazul lui Raul Brandão, autor al pieselor O Doido e a Morte (Nebunul și moartea), O Gebo e a Sombra (Ghebosul și umbra), scrise în stilul său caracteristic. Din grupul de la Orpheu trebuie menționat Almada Negreiros, care poate fi socotit un autor simbolist prin Antes de Começar (Înainte de a începe), Deseja-se Mulher (Se caută femeie), Pierrot e Arlequim. Din grupul de la Presença mai face parte José Régio, care se dovedește a fi, după cum am văzut, un talentat autor dramatic în romanale și în poeziile sale. Principalele sale piese sunt Jacob e o Anjo (Iacob și Îngerul) și Benilde.

## Contemporanii

#### Augustina Bessa-Luís
Augustina Bessa-Luís e considerată o importantă scriitoare portugheză contemporană.
Personalitate a anilor '50, este în afara oricărei școli sau tendințe neorealiste, existențialiste, prezențialiste, queirosiene sau camiliene. Ea este a doua revelație, după Fernando Pessoa, al doilea miracol portughez al secolului, și va fi recunoscută ca atare abia atunci când, distanțându-se în timp, vom putea măsura reala sa dimensiune: cea mai originală contribuție a literaturii de limbă portugheză, alături de brazilianul Guimareas Rosa, la literatura mondială.

#### José Saramago
José de Sousa Saramago este un scriitor portughez. În 1998 a primit Premiul Nobel pentru Literatură. Saramago reușește să construiască pe teme deseori suprarealiste (de exemplu desprindera peninsulei iberice de continentul european), romane cu o acțiune și cu protagoniști foarte din realitate! Romanul Ensaio sobre a segueira (Eseu asupra Orbirii sau Orașul Orbilor) conține în detaliu aspectele pshihologice și sociologice ale comportamentului uman, într-o anumită situație.
O parte din romanele lui descriu diferite epoci istorice ale Portugaliei, însă nu sunt în primul rând romane istorice, ci caracterizări, uneori ironice, alteori triste, de destine umane. Saramago afirmă despre sine că este ateu și comunist.
José Saramago s-a născut în 1922 într-un sat din provincia Ribatejo, unde apare în registrul de nașteri ca José de Sousa Saramago. În 1924 pleacă cu părinții José de Souse și Maria da Piedale la Lisabona. Aici moare fratele lui, Francisco. Deoarece părinții nu-l pot ține la gimnaziu, face o școală tehnică și lucrează doi ani ca mecanic. În 1944 se căsătorește cu Ilda Reis.
În 1947 apare primul volum de proză. Până în 1966 nu publică nimic, ajungâd la concluzia că ... nu are nimic ce merită să fie spus. După aceea publică poezii și critici. În anul 1969 intră în Partidul Comunist Portughez (pe atunci interzis). Se desparte de soție și are o relație cu scriitoarea portugheză Isabel da Nóbrega până în 1986. Din 1975 lucrează numai ca scriitor. După divergențe privind romanul său Evanghelia după Hristos, se mută definitiv pe insula Lancerote.

#### António Lobo Antunes

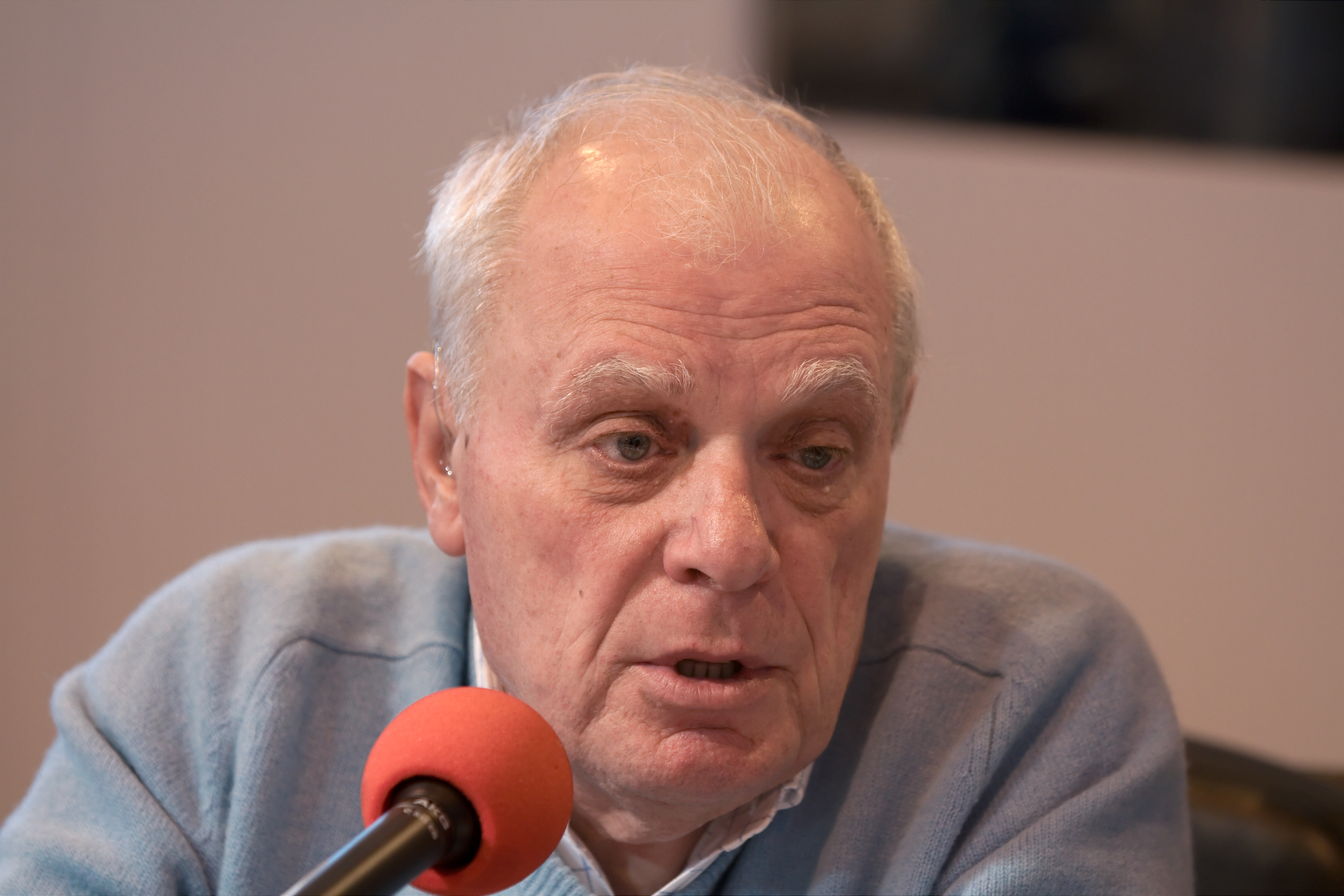
António Lobo Antunes

António Lobo Antunes este un romancier portughez contemporan. Urmând tradiția familiei, António Lobo Antunes a urmat studii de medic psihiatru, deși încă din copilărie a dorit să fie scriitor. În timpul războiului colonial a fost locotenent, chirurg și psihiatru în Angola din 1970 până în 1973; experiența traumatizantă de atunci va reveni adesea în proza sa.
În prezent se dedică aproape exclusiv profesiei de scriitor, publicând câte un volum în fiecare an. S-a lansat după revoluția din 1974 cu Memória de Elefante (Memorie de elefant) (1979).
Romanele sale sunt deosebit de apreciate în toată lumea și fac subiectul a numeroase colocvii și teze de doctorat. O parte dintre ele au apărut în traducere românească la editura Humanitas.
| Literaturile lusofone                                                                              |
| -------------------------------------------------------------------------------------------------- |
| Angola Brazilia Capul Verde Guineea-Bissau Mozambic Portugalia São Tomé și Príncipe Timorul de Est |
| |

## Mircea Eliade și „Jurnalul portughez”
Între anii 1941 — 1945 Mircea Eliade a fost delegat la Lisabona, ca diplomat.

#### Citate din jurnal
|  | (...) încep imediat redactarea celui de al treilea articol: "Vida e obra", de Mihai Eminescu. Deși îl scriu cu atenție, mă surprind obsedat de un singur gând: să-l termin cât mai repede, ca să apară cât mai repede, ca noi, românii, să fim prezenți în presa portugheză. Cât de mult mă strivește acest complex de inferioritate al unei culturi mici, silite să se facă cunoscută prin orice mijloace și cât mai rapid. Ce fericiți trebuie sa fie franțuzii și englezii, care nu simt nevoia de a se mai face cunoscuți – ci numai de a fi bine înțeleși. | — Mircea Eliade, Jurnalul portughez |

|  | ...mai multe cărți încep să-și facă loc în minte, alături de raftul cărților de mult visate, pe care dumnezeu stie dacă voi avea vreodată timp să le scriu. Dar una dintre ele mă pasionează: o viață a lui Camões, scrisă liber, în care să pot spune tot ce gândesc despre ocean, colonii, India, stil manuelin, Goa, poezie lirică, destin, lusitanism, etc. O carte fără emoție, fără note, cu multe capitole, cu subtitluri (...). | — Mircea Eliade, Jurnalul portughez |

#### Cărți scrise de M. Eliade în timpul șederii sale la Lisabona
- Jurnal portughez și alte scrieri, ed. Humanitas, 2006. Cartea conține traducerea a două studii istorice, publicate inițial în limba portugheză: Salazar și revoluția din Portugalia și Românii. Latinii Orientului și articolul Camoes și Eminescu.
- Os Romenos, latinos do Oriente, 1943, ("Despre Români, latinii orientului"), apare în limba portugheză
- Salazar și revoluția în Portugalia, 1942